# 中国残留日本人
中国残留日本人（ちゅうごくざんりゅうにほんじん、中国語: 遗华日侨）は、第二次世界大戦末期のソ連軍侵攻と関東軍撤退により日本へ帰国できず、中国大陸に残留した日本人である。日本の法律などでは、中国在留邦人ともいい、孤児に限定して中国残留孤児という場合もある。

## 概要

### 満洲・蒙古への開拓
1931年9月18日以降の満洲事変の直後に、日本は清の最後の皇帝である溥儀を担ぎ出して現在の中国東北部にあたる旧満洲に満洲国を建国し、同時に満洲事変以前より提唱されていた日本の内地から満洲への移住計画の「満蒙開拓移民」が実行され、1936年の廣田内閣の計画で500万人、実数でも32万人以上の開拓民を送り込んだ。
当時の日本は、アメリカ合衆国発の世界恐慌から引き起こされた昭和恐慌にあり、地方の農村地域は娘を身売りさせる家が続出するなど困窮、疲弊しきっており、農業従事者の移民志向も高いことから大規模な移民となった。

### ソ連の対日参戦
第二次世界大戦末期の1945年8月8日に、ソ連は日本と結んでいた中立条約を一方的に破棄して宣戦布告して8月9日未明に満洲国へ侵攻した。関東軍は民間人からトラックや車を徴用して列車も確保した。軍人家族らはその夜のうちに列車で満洲東部へ避難できたが、翌日以降に侵攻の事実を知った多くの一般人や、遅れをとった民間人らは移動手段もなく徒歩で避難するしかなかった。国境付近の在留邦人のうち、成人男性は関東軍の命令により「国境警備軍」を結成してソ連軍に対峙したことから、避難民は老人や婦人、子供が多数となった。
ソ連侵攻と関東軍の撤退により、満洲における日本の支配権とそれに基づく社会秩序は崩壊した。内陸部への入植者らの帰国は困難を極め、避難の混乱の中で家族と離れ離れになったり、命を落とした者も少なくなかった。遼東半島へソ連軍が到達するまでに大連港からの出国に間に合わなかった多くの人々は、日本人収容所に数年間収容されて帰国が足止めされた。1946年春まで帰国は許可されず、収容所での越冬中に寒波や栄養失調や病気で命を落とす者が続出して家族離散や死別の悲劇が生まれた。この避難の最中に身寄りがなくなった日本人は、幼児は縁故または人身売買により中国人の養子として「残留孤児」に、女性は中国人の妻として「残留婦人」になり命脈をつないだ。一方で樺太では、樺太庁長官・大津敏男の尽力により、残留孤児の発生は抑えられた。
満洲からの集団引揚げは1946年春から一時期の中断を含めて実施され、葫蘆島などの港から100万人以上の日本人が帰国したが、国共内戦が再開するにつれ、中華民国軍や中国共産党軍に徴兵されたり労働者として徴用された。日本人に対する過酷な支配によって通化事件などの虐殺も発生した。日本国政府は、のちに中国大陸に成立した中華人民共和国と国交を結ばず、1953年に「未帰還者留守家族等援護法」を制定して1958年に集団引揚げ終了し、1959年に「未帰還者に関する特別措置法」を制定して残留孤児らの戸籍を「戦時死亡宣告」で抹消した。
日中国交正常化を機に、帰国していた肉親らは中華人民共和国に残留させた子供や兄弟の消息を求めて長岳寺住職山本慈昭も周恩来へ書簡を送り、中華人民共和国でも残留孤児探しが開始されたが文化大革命、周恩来の死去、日中両国政府の緩慢さなどから、1981年3月に初めて「残留孤児訪日調査団」47人が、以降1999年11月まで30回で2116人が、肉親との血縁関係確認に訪日した。

## 現在
2022年8月1日現在、永住帰国した中国残留邦人とその家族は20,911人である。平均年齢は80歳で高齢化が進んでいる。神戸市は中国残留邦人のための共同墓地に土地を提供し、墓碑の建立費用は帰国者が負担する。中国から帰国した日本人の団体としては、NPO法人「中国帰国者の会」などが存在する。

## 問題

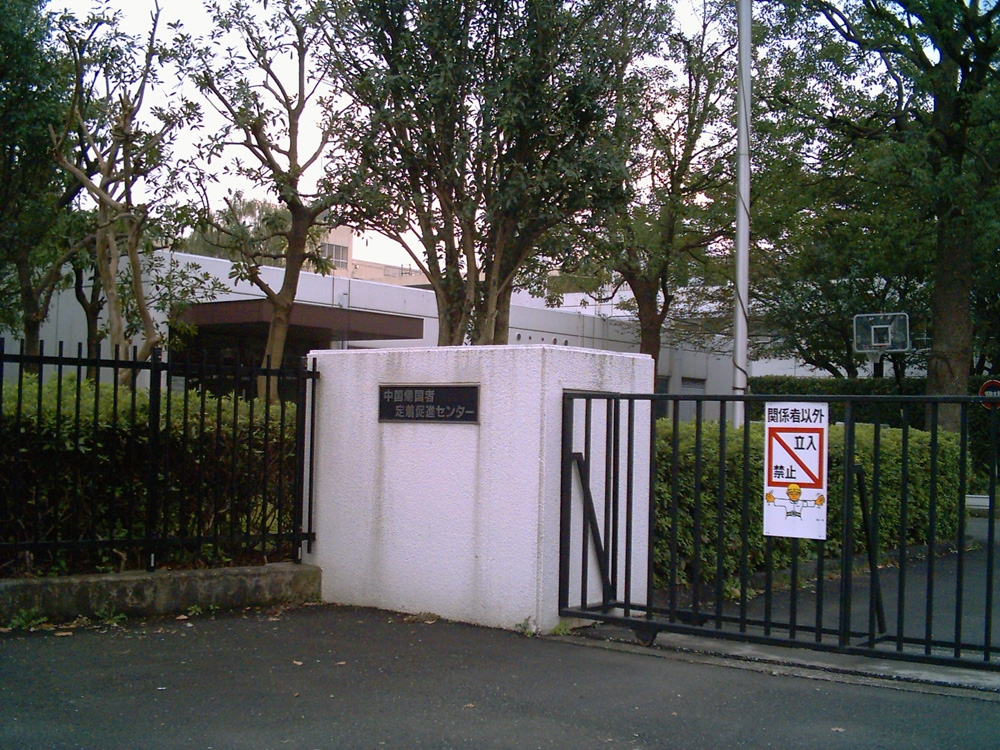
埼玉県 所沢市
中国帰国者・定着促進センター

中国人として養育されており、日本語はほとんど身につけておらず、キャリアアップなど日本での社会適応能力に乏しく、帰国者の8割以上が生活保護を受けており、国や政府からの援助金や、ボランティア団体の寄付金などで生活をしている。社会から孤立、高齢化など様々な問題が起きている。

### 社会からの孤立
介護保険等の福祉支援に対し言葉の壁から利用されないケースがあり高齢化した帰国者が家にこもりがちになるといった事が生じている。老人ホームに入った後も日本語、日本の風習がわからず孤立する問題も生じている。これに対し中国語の出来るスタッフを配置する対策を取るなどしているが財政的に余裕がない状況である。

### 生活保護の不正受給
2010年に大阪で中国残留孤児を名乗る福建省出身中国人姉妹の親族ら48人が、訪日直後に生活保護申請して32人が受給していた。法務省大阪入国管理局は大阪市に在留資格の再調査を行うよう指示し、大阪市は2010年7月22日に「生活保護受給を目的に入国したと判断できる」として、既に支給されていた26人の生活保護を打ち切り、審査中の2人も申請を却下した。大阪入管の調査で、入国から3か月以内に生活保護を申請した中国人のうち8名が、申請書の職業欄に「生活保護」「無職」、扶養者欄に「区役所」と書いていたことが発覚した。元法務省入国管理局警備官の久保一郎は「中国残留邦人は人権がからむので特に審査が甘い。書類が揃っていれば、確認もろくにしないで自動的に許可していたのでしょう」と語った。
残留邦人の親族を偽り不法滞在して10年以上にわたり生活保護を不正受給する事件で、初めに残留邦人を偽り入国していた中国人は、本物の残留邦人の存在が判明したのちに帰国した。

### 偽残留日本人と斡旋ブローカーの問題
無関係の中国人を残留日本人やその親族として大量に入国させるブローカーが存在する。ブローカーは数百万円の手数料を受け取り、孤児の家族に謝礼を渡し、中国で戸籍・パスポートを偽造し、中国人を残留日本人であると偽り入国させる。
2005年9月に、中国陝西省に住む残留日本人女性が、同姓同名で同戸籍を持つ中国人がすでに日本に入国しているため、日本への帰国が認められないという件があった。この事例では、95年に残留日本人を騙る中国人女性と親族らが入国、その後女性は帰国したが、親族が生活保護を受給しつづけるなどして2007年に逮捕された。この中国人女性の長男が、日本に入国するため中国人である母親に残留日本人を名乗らせ入国させたという。逮捕されたブローカーはこの事例だけで57人の中国人を親族として入国させる計画だったという。
残留日本人と血縁関係があるとして来日したが、血縁関係を証明できず、両親が収容されその後国外退去になる事態も起きている。例として、妻が残留日本人の子を名乗って入国した奈良県在住の夫婦が、血縁関係を証明できず、大阪入国管理局が収容し、国外退去処分を言い渡し、両親は中国に強制送還された。日本に残された夫婦の子の2人の姉妹が在留特別許可を求め、2009年10月9日に千葉景子法相が1年間の在留特別許可を認めた。
残留孤児の総計は2700人で、そのうち2476人が、及び残留婦人等の3775人が日本に帰国しているが、残留孤児の中国人の親族約19000人が日本の援助で来日し、更にその数倍の人間が自費帰国したといわれる。1人の孤児に数十人の中国人の「親族」がついてくる事も珍しくはない。
2005年には法務省により、残留孤児・婦人の親族呼び寄せ範囲が養子や継子にも拡大された。その結果、1人の残留婦人について中国人夫の連れ子7人と実子8人をはじめひ孫まで総数91人の「親族」が入国した例がある。このケースでは、夫の連れ子3人の親族が、過去に別の孤児の親族として相次いで偽装入国し強制送還されていた。

### 給付金訴訟
2004年福岡県で、残留孤児32人が、戦後に帰国の機会を奪われ帰国後も国が十分な支援をしなかったとして1人あたり3300万円（総額10億5600万円）の国家賠償を求め訴訟を起こした。孤児らは中国にいたので国民年金に加入しておらず、ほとんどが生活保護を受給していた。福岡の原告32人のうち75％が生活保護だった。
同様の訴訟は全国で行われ、2006年に永住帰国した孤児の約8割にあたる2201人が原告となり、全国15地裁、1高裁で係争する集団訴訟となった。原告団代表によると、残留孤児の七割以上が生活保護を受給していたが、原告らは生活保護とは別の賠償を要求した。
2005年大阪地方裁判所は請求を棄却したが、2006年に神戸地方裁判所は、原告65人中61人について国の責任を認め、4億6860万円を支払うよう国に命じた。判決文では「拉致事件被害者への手厚い保護及び支援に比べて差別的である」と判断が示された。2007年1月30日の東京訴訟では裁判所が請求を棄却、2007年3月23日、徳島地方裁判所も原告らの請求を棄却した。
当時の安倍晋三首相は、原告団と面会し、柳澤伯夫厚生労働大臣（当時）に新たな支援策の検討を指示、厚生労働省は基礎年金満額支給と生活保護に代わる特別給付金制度を提案した。
これに対して、生活保護世帯を対象とする給付金が生活保護と同一水準支給とされるため、 原告団は「衣を変えた生活保護に過ぎない」などと反発、全国原告代表団副代表の宇都宮孝良は、「厚労省の案はとうてい受け入れられず、生活保護とは独立した補償制度が必要」と中国語で訴えた。2007年5月残留孤児ら500人は厚労省の特別給付金制度案に抗議し座り込みを行った。厚労省の有識者会議も同日開かれ、委員からは、「生活に制約のある生活保護の形態では抵抗が大きい。できるだけ自由に使える形で検討すべきではないか」などの意見が出た。

#### 改正中国残留邦人等支援法による給付制度
2007年11月28日、与野党合意の議員立法により「改正中国残留邦人支援法」が成立。（2007年12月5日公布、2008年1月1日施行（一部を除く））この法律で、中国残留邦人の生活の安定のため、①老齢基礎年金等の満額支給（約66,000円（2007年現在の水準））や、②公的年金制度によっても生活の安定を図ることができない場合には生活支援給付（約80,000円。この他に、医療や介護等、必要に応じて無償で支給。）等を定めた。またこれに伴い、予算措置として、③中国残留邦人が地域社会の中で暮らせるよう、身近な地域での日本語教室や地域との交流事業等も適宜実施されている。
2007年12月、永住帰国者約2200人が行ってきた日本政府への損害賠償請求の集団訴訟は、上記の法成立を受けて、各々訴訟を取り下げた。法成立後も訴訟を継続した2訴訟については、2009年2月、最高裁判所が上告を棄却、すべての訴訟が終了した。

### 2世・3世のマフィア化
近年、中国残留孤児の2世、3世が、マフィア化するケースもみられる。中国残留孤児が中心となった中国人マフィアが、東京で同胞の中国人が経営する店にみかじめ料を要求するケースが増えている。中国残留孤児の2世、3世は日本国籍や一般永住者であるため、被害者は報復を恐れ警察に通報しない傾向があるという。
みかじめ料を断った人間を暴行したり、無関係の通行人を暴行殺害するなど、中国残留孤児マフィアの勢力は拡大・凶悪化している。拳銃を所持して暴力団とも抗争し、中国残留孤児マフィアの1つ、怒羅権は2002年9月に歌舞伎町で住吉会幹部を射殺している。
東京では、過去に福建省や上海出身の中国人マフィアが活動していたが、警察の努力により次々と逮捕・強制送還され、マフィア組織は縮小・壊滅していた。しかし、中国残留孤児マフィアは逮捕されても強制送還できないケースが多く、勢力を拡大している。現在では、大陸の中国マフィアを日本に手引きしたり、不良日本人や中国人留学生を手下として使う場合もある。

### その他の問題
外務省職員が中国残留孤児二世の男性（民間人。国籍は日本）に中華人民共和国での諜報活動を依頼し、中華人民共和国当局に逮捕されるという事件が発生している。また、2005年の衆議院総選挙に於いて、選挙権を有しているのに日本語を解せず選挙権を行使できないのは人権侵害であるとして、中国語での公示を求める訴えを起こした。

## 関連作品

### 小説
- 大地の子（山崎豊子）
- 不夜城（馳星周、1996年） - 佐藤夏美と呉富春が残留孤児二世。
- カルテット（大沢在昌） - 登場人物の一人が中国残留孤児三世。
- 闇に香る嘘（下村敦史、2014年）

### ノンフィクション
- 和田登『望郷―中国残留孤児の父・山本慈昭』（1987年）
  - 和田登『望郷の鐘 中国残留孤児の父・山本慈昭』 (2013年)
- 中田慶雄『瑞雪ー大陸にかける橋』青年出版社、1993年。ISBN 978-4881000731。 - 著者自身が満蒙開拓青少年義勇軍に参加し後、残留孤児となる。
- 井田真木子『小蓮(シャオリェン)の恋人―新日本人としての残留孤児二世』文藝春秋〈文春文庫〉、1995年。ISBN 978-4167554026。 - 第15回講談社ノンフィクション賞受賞
- 井田真木子『プロレス少女伝説』文藝春秋、1993年。ISBN 978-4167554019。 - 第22回大宅壮一ノンフィクション賞受賞。作中、天田麗文が登場する。
- 増田昭一『満州の星くずと散った子供たちの遺書 新京敷島地区難民収容所の孤児たち』（1998年）
  - 増田昭一『約束: 満州の孤児たちの生命の輝き』（2001年）
- 城戸久枝『あの戦争から遠く離れて 私につながる歴史をたどる旅』情報センター出版局、2007年。ISBN 978-4795847422。 - 第39回大宅壮一ノンフィクション賞受賞、第30回講談社ノンフィクション賞受賞。

### エッセイ
- 山崎豊子『作家の使命 私の戦後―山崎豊子自作を語る 作品論』新潮社〈新潮文庫〉、2011年12月。ISBN 978-4101104492。

### 写真集
- 新正卓『中国残留日本孤児肖像写真集　私は誰ですか』「私は誰ですか」刊行委員会、1990年7月。

### 漫画
- ハロー張りネズミ（弘兼憲史）　第2巻・ファイル15・「黄昏大陸」
- 美味しんぼ（原作:雁屋哲、作画:花咲アキラ） - 第9巻 - 第4話/黒い刺身（カワハギの肝）
- TSUYOSHI 誰も勝てない、アイツには（丸山恭右、シナリオ:Zoo）
- まさきまき『蒼い記憶』草土文化〈シリーズ戦争 (1)〉、1991年8月。ISBN 978-4794504166。

### 映画
- 乳泉村の子（1991年、中国）
- 『蒼い記憶　満蒙開拓と少年たち』監督:出﨑哲（1993年、日本）
- 不夜城 (1998年、李志毅（中国語版）監督) - 佐藤夏美 (演: 山本未來)と呉富春（演: 椎名桔平)が残留孤児二世。
- DEAD OR ALIVE 犯罪者（1999年、日本）
- 『花の夢ーある中国残留婦人ー』監督:東志津（2007年）[30] - あいち国際女性映画祭2007・愛知県興行協会賞[31]
- 『山本慈昭 望郷の鐘 満蒙開拓団の落日』 (2014年、山田火砂子監督)

### テレビドラマ
- 母の悲劇（1982年、読売テレビ）
- 超新星フラッシュマン（1986～1987年、テレビ朝日） - 主人公たちの「宇宙にさらわれた子供たちが、20年後に地球に帰ってくる」という設定は中国残留孤児をモチーフにしている[32]。
- 鑑真号物語（NHK総合、1989年10月10日　※90分の単発スペシャルドラマ）- 日中協力制作（NHK大阪放送局・上海広播電視台)[33]
- 大草原に還る日（NHK総合、土曜ドラマ全3回、1993年1月　※年度は1992年度）- 日中共同制作（NHK・中国CCTV)[33]、中国語タイトル『離別広島的日子』。 - 中国残留孤児となった日本人少女・竹田繁子は、高娃（こうあ）という名を与えられ、教師となり内蒙古の草原で働く。やがて、生き別れとなっていた日本の実兄と互いの消息が知れ、帰国するが…
- 大地の子（1995年、NHK）
- 遥かなる絆（2009年、NHK） - 上記、城戸久枝『あの戦争から遠く離れて 私につながる歴史をたどる旅』が原作。
- 小姨多鶴（多鶴おばさん、2009年、中国連続ドラマ）
- カルテット（2011年、毎日放送） - 登場人物の一人が三世。
- 強行帰国〜忘れ去られた花嫁たち〜（2012年、TBS） - 帰国や日本定住に尽力した浪曲師・国友忠の人生と戦いを描いたドラマとドキュメンタリー
- 遠い約束〜星になったこどもたち〜（2014年、TBS）
- レッドクロス〜女たちの赤紙〜（2015年、TBS）
- コールドケース3 〜真実の扉〜 第9話 『故郷』(2021年、WOWOW)

### テレビアニメ
- 美味しんぼ（原作:雁屋哲、作画:花咲アキラ） - 1990年7月24日放送・第74話、「黒い刺身」

### ゲーム
- 龍が如く0 誓いの場所（2015年、セガ）-　メインストーリーにおいて、中国残留孤児2世である兄妹のすれ違いが主要なテーマの一つとなっている。

### 音楽
- 流れる雲を追いかけて - （作詞・作曲 桑田佳祐 歌 サザンオールスターズ（メインボーカルは原由子）アルバムNUDE MANに収録。
- かしの樹の下で - （作詞・作曲 桑田佳祐 歌 サザンオールスターズ（桑田佳祐と原由子によるデュエット）アルバム綺麗に収録。
これらの二曲は、作者の桑田佳祐の父親が満洲からの引揚者であったことも制作背景に影響している[34]。
- 中国残留孤児 - 猛毒の曲。

### ドキュメンタリー
- ETV特集「わたしは誰　我是誰～中国残留邦人３世の問いかけ～」 - 2018年9月22日放送
- 映像の世紀 バタフライエフェクト　ふたつの敗戦国 日本 660万人の孤独 - 2024年11月18日放送